# Alleged
Alleged (1974-2000) est un cheval de course pur-sang anglais né aux États-Unis, fils de Hoist The Flag et Princess Pout, par Prince John. Il a remporté deux éditions du Prix de l'Arc de Triomphe. 

## Carrière de courses
Yearling, Alleged passa sur le ring et fit grimper les enchères jusqu'à la somme relativement modeste de 34 000 dollars. Quelques mois plus tard, alors qu'il a 2 ans, le célèbre éleveur et propriétaire anglais Robert Sangster l'achète au non moins célèbre dresseur américain Monty Roberts pour $ 175 000. Le jugeant, à cause de ses jambes fragiles, peu apte à courir sur les pistes américaines et leurs terrains fermes, Sangster l'envoie en Irlande chez Vincent O'Brien, qui le fait débuter tard dans la saison, en novembre, par une victoire en forme de promenade de santé, par 8 longueurs. 
À 3 ans, Alleged effectue une rentrée gagnante, puis se présente pour la première fois dans une course de groupe : les Royal Whip Stakes. Délaissé au betting (33/1), il l'emporte facilement face à son compagnon de d'écurie Valisky, au profit duquel Lester Piggott l'avait dédaigné et laissé à son cavalier d'entraînement, Paedar Matthews. Quinze jours plus tard Piggott s'est fait pardonné et se retrouve sur le dos d'Alleged, qui s'adjuge aisément les Gallinule Stakes, labellisé groupe 2 à l'époque. Un temps pressenti pour l'Irish Derby, le poulain est mis en repos et Vincent O'Brien choisit d'aligner plutôt The Minstrel dans le Derby (qu'il remportera). On le retrouve donc en août au départ des Great Voltigeur Stakes, où il doit affronter un lot de grande classe où figurent plusieurs poulains de Derby, parmi lesquels Hot Grove, qui avait échoué à une encolure de The Minstrel dans le Derby d'Epsom, ainsi que Classic Example et Lucky Sovereign, placés de l'Irish Derby. Il les laisse à 7 longueurs. Grand favori du St. Leger, il y perd pourtant son invincibilité, battu par la pouliche de la reine d'Angleterre Dunfermline, la lauréate des Oaks, et sans doute aussi par un terrain un peu trop ferme, et peut-être aussi par le manque d'inspiration du grand Piggott ce jour-là. Ce sera la seule défaite de sa carrière. Il est ensuite couronné en octobre dans le Prix de l'Arc de Triomphe, qu'il gagne de bout en bout devant le champion néo-zélandais Balmerino, venu du bout du monde échouer à une longueur et demi, tandis que Dunfermline termine quatrième. Alleged est sacré cheval européen de l'année.  
Encore tout neuf, pas usé par des combats diffiiles, Alleged est maintenu à l'entraînement en 1978 avec un programme devant passer par les Eclipse Stakes et les King George. Il rentre victorieusement dans les Royal Whip Stakes, mais le terrain ferme qu'il rencontre ce jour-là lui cause de gros soucis aux jambes, qui faillirent mettre fin à sa carrière. Victime d'un virus par la suite, il n'est plus revu en compétition jusqu'au mois de septembre, lorsqu'il s'impose dans le Prix du Prince d’Orange en un temps record. Il ne lui reste plus qu'à réussir le doublé dans l'Arc pour entrer dans la légende. C'est chose faite le premier dimanche d'octobre, où sa fraîcheur, lui qui n'a couru que deux fois dans l'année, lui permet de repousser les assauts de Trillion et Dancing Maid, et offrir un troisième Arc à son jockey Lester Piggott. Alleged rejoint Ksar, Motrico, Corrida, Tantième et son ascendant Ribot dans le cercle très fermé des doubles lauréats de la plus grande course du monde. Seules Trêve et Enable les ont rejoints depuis.
Avec un palmarès riche de 9 victoires en 10 courses, Alleged se retire à l'issue de son triomphe parisien. Timeform lui accorde naturellement un rating très élevé, 138. 

### Résumé de carrière
| Date         | Hippodrome   | Pays        | Course                    | Statut      | Distance    | Jockey      | Place       | Écart       | Vainqueur ou deuxième |
| 1976, 2 ans  | 1976, 2 ans  | 1976, 2 ans | 1976, 2 ans               | 1976, 2 ans | 1976, 2 ans | 1976, 2 ans | 1976, 2 ans | 1976, 2 ans | 1976, 2 ans           |
| ------------ | ------------ | ----------- | ------------------------- | ----------- | ----------- | ----------- | ----------- | ----------- | --------------------- |
| 1er novembre | Curragh      | Irlande     | Maiden                    |             | 1 400 m     | T. Murphy   | 1er / 15    | 8           |                       |
| 1977, 3 ans  |              |             |                           |             |             |             |             |             |                       |
| 20 avril     | Leopardstown | Irlande     | Ballydoyle Stakes         |             | 2 000 m     | T. Murphy   | 1er / 7     | 2           | Hard Road             |
| 13 mai       | Curragh      | Irlande     | Royal Whip Stakes         | Gr. 3       | 2 400 m     | P. Matthews | 1er / 7     | 1           | Valinsky              |
| 28 mai       | Curragh      | Irlande     | Gallinule Stakes          | Gr. 2       | 2 400 m     | L. Piggott  | 1er / 8     | 1           | Orchestra             |
| 17 août      | York         | Royaume-Uni | Great Voltigeur Stakes    | Gr. 2       | 2 400 m     | L. Piggott  | 1er / 8     | 7           | Classical Example     |
| 10 septembre | Doncaster    | Royaume-Uni | St. Leger                 | Gr. 1       | 2 900 m     | L. Piggott  | 2e / 13     | 1 ½         | Dunfermline           |
| 2 octobre    | Longchamp    | France      | Prix de l'Arc de Triomphe | Gr. 1       | 2 400 m     | L. Piggott  | 1er / 26    | 1 ½         | Balmerino             |
| 1978, 4 ans  |              |             |                           |             |             |             |             |             |                       |
| 12 mai       | Curragh      | Irlande     | Royal Whip Stakes         | Gr. 3       | 2 400 m     | L. Piggott  | 1er / 5     | 2 ½         | Irish Riddle          |
| 17 septembre | Longchamp    | France      | Prix du Prince d’Orange   | Gr. 3       | 2 000 m     | L. Piggott  | 1er / 9     | 2 ½         | Louksor               |
| 1er octobre  | Longchamp    | France      | Prix de l'Arc de Triomphe | Gr. 1       | 2 400 m     | L. Piggott  | 1er / 18    | 2           | Trillion              |

## Au haras
Syndiqué pour 16 millions de dollars à la fin de sa carrière, Alleged prend ses quartiers à Walmac Farm, dans le Kentucky, où il demeurera jusqu'à sa mort en 2000, alors qu'il avait été retiré de la monte trois ans auparavant. 
Alleged a réussi sa reconversion : il a engendré 19 lauréats de Groupe 1, et sa progéniture a glané près de 40 millions de dollars de gains. Parmi ses meilleurs produits, citons :
- Midway Lady : 1000 guinées Stakes, Oaks
- Shantou : St. Leger Stakes
- Law Society : Irish Derby
- Sir Harry Lewis : Irish Derby
- Hours After : Prix du Jockey-Club
- Miss Alleged : Breeders' Cup Turf
- Muhtarram : Irish Champion Stakes

Ses filles se sont avérées de remarquables reproductrices, si bien qu'il est classé tête de liste des pères de mères en France en 1998, et s'est glissé par leur intermédiaire au palmarès de l'Arc (Suave Dancer), du Derby d'Epsom (Dr. Devious), de trois Jockey-Club (Suave Dancer, Dream Well, Sulamani), ou encore des Belmont Stakes (Go and Go). Il est également le père de mère de Pride (Grand Prix de Saint-Cloud, Champion Stakes, 2e de l'Arc).

## Origines
Hoist The Flag, sacré meilleur 2 ans aux États-Unis en 1970 malgré une brève carrière, est le père de plusieurs éléments de grande valeur, tels la pouliche Sensational (2 ans de l'année aux États-Unis en 1976) ou Stalwart. Son influence passe surtout par ses filles, qui ont donné Personal Flag (Private Account) et surtout sa propre sœur Personal Ensign, lauréate invaincue de la Breeders' Cup Distaff et poulinière d'exception, et bien sûr Coup de Folie. Il fut d'ailleurs Tête de liste des pères de mères en Amérique du Nord en 1987.

Princess Pout quant à elle fut une bonne jument de handicap.

### Pedigree
| Origines de Alleged (USA), mâle bai né en 1974 | Origines de Alleged (USA), mâle bai né en 1974 | Origines de Alleged (USA), mâle bai né en 1974 | Origines de Alleged (USA), mâle bai né en 1974 |
| ---------------------------------------------- | ---------------------------------------------- | ---------------------------------------------- | ---------------------------------------------- |
| Père Hoist The Flag                            | Tom Rolfe                                      | Ribot                                          | Tenerani                                       |
| Père Hoist The Flag                            | Tom Rolfe                                      | Ribot                                          | Romanella                                      |
| Père Hoist The Flag                            | Tom Rolfe                                      | Pocahontas                                     | Roman                                          |
| Père Hoist The Flag                            | Tom Rolfe                                      | Pocahontas                                     | How                                            |
| Père Hoist The Flag                            | Wavy Navy                                      | War Admiral                                    | Man O'War                                      |
| Père Hoist The Flag                            | Wavy Navy                                      | War Admiral                                    | Brushup                                        |
| Père Hoist The Flag                            | Wavy Navy                                      | Triomphe                                       | Tourbillon                                     |
| Père Hoist The Flag                            | Wavy Navy                                      | Triomphe                                       | Melibee                                        |
| Mère Princess Pout                             | Prince John                                    | Princequillo                                   | Prince Rose                                    |
| Mère Princess Pout                             | Prince John                                    | Princequillo                                   | Cosquilla                                      |
| Mère Princess Pout                             | Prince John                                    | Not Afraid                                     | Count Fleet                                    |
| Mère Princess Pout                             | Prince John                                    | Not Afraid                                     | Banish Fear                                    |
| Mère Princess Pout                             | Determined Lady                                | Determine                                      | Alibhai                                        |
| Mère Princess Pout                             | Determined Lady                                | Determine                                      | Koubis                                         |
| Mère Princess Pout                             | Determined Lady                                | Tumbling                                       | War Admiral                                    |
| Mère Princess Pout                             | Determined Lady                                | Tumbling                                       | Up the Hill (famille 2-s)                      |